# پرنده زرد (فیلم)
«پرنده زرد» (فرانسوی: Gus, petit oiseau, grand voyage‎) یک فیلم انیمیشن فرانسوی، بلژیکی است که در سال ۲۰۱۴ منتشر شد.

## موضوع فیلم
داستان پویانمایی دربارهٔ سفر قهرمانانه پرنده کوچک و زردرنگی به نام «سِم» می‌باشد که اصلاً شبیه یک قهرمان نیست! سِم پرنده بدون والدینی بوده که تا بحال از لانه خود خارج نشده و خانواده و آشنایی ندارد، تا اینکه رهبری گروهی از پرندگان مهاجر به آفریقا را برعهده می‌گیرد و…